# Ávalon (DC Comics)
Ávalon es el nombre de dos ubicaciones ficticias en el universo de DC Comics. Están inspirados en el mítico Ávalon de la leyenda artúrica.

## Ávalon original
Como en la leyenda, Ávalon es una isla paradisíaca mística. En la serie Vertigo Comics Madame Xanadu, se muestra que existe (o que se puede acceder desde) la Gran Bretaña del siglo VI. Está gobernada por la hechicera inmortal Vivienne, la Dama del Lago, una hermana de Nimue y Morgaine le Fey.
Cuando Morgaine es exiliada de su gente, la Gente Mayor, por entrometerse con los mortales (específicamente el Gran Rey Uther Pendragon y su familia), Vivienne da su santuario en Ávalon. Como tal, Morgaine a menudo está vinculada a la isla en la leyenda.
Después de la culminante Batalla de Camlann que termina su reinado, el Rey Arturo es llevado a Ávalon para ser curado por un grupo de reinas y hechiceras, incluido Nimue. Sin embargo, en la serie Demon Knights, abandona el barco para recuperar la espada Excálibur antes de que se pueda perder en el mundo. Arturo permanece en Ávalon bajo un sueño encantado, destinado a regresar algún día.
En Demon Knights # 14, Ávalon es descrito como una "Tierra de los Gloriosos Muertos", equiparándolo con las Islas Afortunadas de la mitología celta. Se muestra que está protegido por una orden de Caballeros Silenciosos. Después de su aparente muerte, el espíritu de Merlín es llevado a Ávalon. Su cuerpo mantiene un vínculo místico con la isla que permite que el equipo de Demon Knights ingrese. Sin embargo, este portal también permite la invasión de dos ejércitos rivales: Lucifer y las fuerzas del Infierno, y la Horda, comandada por Mordru y la Reina de las Misiones. Ambos ejércitos buscan conquistar Ávalon, una tierra de muertos que posee muchos secretos.
En Los libros de la magia, "Avalon" es uno de los nombres dados al reino de Faerie, lo que indica que la isla puede existir dentro de ella o que los dos pueden ser sinónimos. Durante su visita a Faerie, Timothy Hunter se encuentra con un Arturo dormido en una cueva custodiada por un gigante y Thomas the Rhymer. Thomas afirma que Arturo "duerme en Ávalon y él duerme aquí". Explica que, siendo la naturaleza mística de Faerie lo que es, esta figura del rey dormido representa tanto a Arturo como a otros héroes legendarios destinados a regresar, como Brian Boru.

## Segundo Ávalon
Ávalon es también el nombre de un planeta ficticio en el siglo 30 del Universo DC, que lleva el nombre de la legendaria isla. Gobernado por un rey y servido por caballeros con armas en forma de ramas de roble, el planeta existe en una etapa de tecnología medieval.
La regla del Rey es desafiada por un mago que se hace llamar "Lord Romdur", que resulta ser Mordru disfrazado. La Legión de Super-Héroes visita el planeta, donde Star Boy usa sus poderes inductores de masas para derrumbar el castillo de Mordru, enterrándolo vivo. Permanece allí hasta que Darkseid lo libere.

## Otras versiones
En la miniserie Camelot 3000, el Rey Arturo se muestra explícitamente dormido debajo de Glastonbury Tor, siguiendo la tradición de que este lugar es Ávalon. Sin embargo, esta serie no parece ser parte de la continuidad oficial de DC Comics.
- Datos: Q389465